# Pandora inaequivalvis
Pandora inaequivalvis is een tweekleppigensoort uit de familie Pandoridae. De wetenschappelijke naam is gepubliceerd in 1758 door Linnaeus in de tiende editie van Systema naturae.

## Kenmerken
Zijn schelp is aan de onderzijde vrijwel volledig afgeplat. De bovenzijde heeft daar in tegen een duidelijke kromming.

## Leefwijze en habitat
Deze tweekleppige graaft ondiepe gangen in het zand door zijlings voort te bewegen. Hij komt voor in de gematigde zeeën van de Atlantische en Middellandse Zee tussen 7 en 9 meter diepte.